# Angélo Boldini
Pas d'image ? Cliquez ici

a Compétitions nationales et continentales officielles uniquement.

b Matchs officiels uniquement.
Angelo Boldini, né le 24 octobre 1929 à Labastide-Castel-Amouroux (Lot-et-Garonne) et mort le 5 avril 1994 à Libourne, est un joueur international français de rugby à XIII, évoluant au pose de pilier, ayant notamment évolué à Bordeaux XIII et à Villeneuve-sur-Lot.
Il exerçait le métier de chauffeur.

## Palmarès
- Collectif :
  - Vainqueur du Champion de France: 1954 (Bordeaux) et 1959, (Villeneuve)
  - Vainqueur de la Coupe de France : 1958 (Villeneuve)

### Statistiques
| Saison    | Saison        | Championnat           | Championnat | Coupe           | Coupe      | Sélection | Sélection | Sélection | Sélection | Sélection | Sélection | Sélection |
| Saison    | Saison        | Comp.                 | Class.      | Comp.           | Class.     | Comp.     | M         | Pts       | Ess.      | Buts      | Dp.       |           |
| --------- | ------------- | --------------------- | ----------- | --------------- | ---------- | --------- | --------- | --------- | --------- | --------- | --------- | --------- |
| 1949-1950 | Libourne XIII | Championnat de France | 9e          | Coupe de France | 1/4 finale |           |           |           |           |           |           |           |
| 1950-1951 | Libourne XIII | Championnat de France | 12e         | Coupe de France | 1/2 finale |           |           |           |           |           |           |           |
| 1951-1952 | Bordeaux XIII | Championnat de France | 6e          | Coupe de France | 1/8 finale |           |           |           |           |           |           |           |
| 1952-1953 | Bordeaux XIII | Championnat de France | 1/2 finale  | Coupe de France | 1/4 finale |           |           |           |           |           |           |           |
| 1953-1954 | Bordeaux XIII | Championnat de France | Champion    | Coupe de France | 1/4 finale |           |           |           |           |           |           |           |
| 1954-1955 | Bordeaux XIII | Championnat de France | 8e          | Coupe de France | 1/8 finale |           |           |           |           |           |           |           |
| 1955-1956 | Bordeaux XIII | Championnat de France | 7e          | Coupe de France | Finaliste  | CE        | 1         | -         | -         | -         | -         |           |
| 1956-1957 | Bordeaux XIII | Championnat de France | 11e         | Coupe de France | 1/8 finale |           | 1         | -         | -         | -         | -         |           |
| 1957-1958 | US Villeneuve | Championnat de France | 1/2 finale  | Coupe de France | Vainqueur  |           |           |           |           |           |           |           |
| 1958-1959 | US Villeneuve | Championnat de France | Champion    | Coupe de France | 1/4 finale |           | 3         | -         | -         | -         | -         |           |
| 1959-1960 | US Villeneuve | Championnat de France | 1/2 finale  | Coupe de France | 1/2 finale | TO        | 3         | -         | -         | -         | -         |           |
| 1960-1961 | US Villeneuve | Championnat de France | 1/2 finale  | Coupe de France | 1/8 finale | CM        | 2         | -         | -         | -         | -         |           |
| 1961-1962 | La Réole XIII | Championnat de France |             | Coupe de France |            |           |           |           |           |           |           |           |
| 1962-1963 | La Réole XIII | Championnat de France | 14e         | Coupe de France |            |           |           |           |           |           |           |           |
| 1963-1964 | La Réole XIII | Championnat de France |             | Coupe de France |            |           |           |           |           |           |           |           |